# Een behouden prullenmand
Een behouden prullenmand is een antiquariaatscatalogus uit 2009 van Fokas Holthuis die van een zeer kort verhaal is voorzien door schrijver A.L. Snijders.

## Geschiedenis
In oktober  2009 bracht antiquariaat Fokas Holthuis de 47e catalogus uit die vooral veel "Nederlandse literatuur in brieven, documenten en foto's" bevatte. In die catalogus werden verschillende bijzondere nummers aangeboden. Zo bevatte het een intekenbiljet van Willem Frederik Hermans op de Verzamelde werken en het eerste dagboekdeel van J. Slauerhoff, enkele originele handschriften van Willem de Mérode (zoals dat van een gedicht dat hij schreef voor het huwelijk van prinses Juliana en prins Bernhard, gedateerd "18-10-1936", en het originele handschrift van diens bundel Kaleidoscoop uit 1938). Het bevatte ook een Liber amicorum Margaret Bonsal waarin Martinus Nijhoff een handgeschreven poëziefragment had opgenomen; Bonsal was de echtgenote van de voormalige Amerikaanse ambassadeur Philip Bonsal (1903-1995) die later consul in Den Haag werd. Een van de meest bijzondere nummers in de catalogus was een collectie brieven van de jonggestorven Vlaamse dichter Jotie T'Hooft. Bijzonder was ook het enig bekende exemplaar dat in heelperkament is gebonden van de dichtbundel In den keerkring. Zeven gedichten (1941), gedrukt door de meesterdrukker Jean François van Royen.
Wat echter deze uitgave echt bijzonder maakt, is dat het een originele bijdrage bevat van de schrijver A.L. Snijders die met een zogenaamd zkv (zeer kort verhaal), getiteld Rug misschien licht vuil, deze catalogus van een voorwoord heeft voorzien en daarin wegdroomt naar aanleiding van een in de catalogus aangeboden brief van de dichter Louis Th. Lehmann die hij zou willen aanbieden aan een vrouw die hij kent en bij wie Lehmann wel op bezoek kwam; dan zou hij die vrouw bij de overdracht willen vertellen dat Menno ter Braak de gedichten van de 18-jarige Lehmann zeer waardeerde.

### Uitgave
De catalogus verscheen in oktober 2009. Daarnaast verscheen van deze catalogus een zogenaamde luxe-editie. Het colofon vermeldt: "Van deze catalogus werden 15 door A.L. Snijders genummerde en gesigneerde exemplaren gestoken in een luxe band". Deze luxe-editie werd door Snijders gesigneerd op 16 juli 2010.
Holthuis heeft later opnieuw een luxe-editie van een catalogus uitgegeven met een originele uitgave van een schrijver, namelijk de luxe-editie van een catalogus met de uitgave Twee nagelaten gedichten van Hans Warren.